# شهرستان وولژسکی (ماری ال)
شهرستان وولژسکی (به لاتین: Volzhsky District) یک شهرستان در روسیه است که در ماری ال واقع شده‌است.